# Procris grueningii
Procris grueningii är en nässelväxtart som först beskrevs av H. Winkl., och fick sitt nu gällande namn av R.J. Johns. Procris grueningii ingår i släktet Procris och familjen nässelväxter. Utöver nominatformen finns också underarten P. g. krausei.